# Ombres dels avantpassats oblidats
Ombres dels avantpassats oblidats (en ucraïnès, Тіні забутих предків, transcrit: Tini zabútikh prèdkiv) és una pel·lícula del 1965 dirigida pel cineasta armeni soviètic i ucraïnès soviètic Serguei Paradjànov basant-se en una novel·la curta del 1911 de l'escriptor ucraïnès Mikhailo Kotsiubinski. Va ser la primera opera magna del realitzador i el seu ric ús de vestuaris i colorit li van valer l'aplaudiment internacional. Retrata a més amb detall la cultura dels muntanyesos hutsuls d'Ucraïna: l'entorn dels Carpats, les brutals rivalitats entre famílies i la bellesa de tradicions, música, vestits i parla hutsuls.
Era una producció dels Estudis Dovjenko (Kíiv) i va ser rodada en ucraïnès.

## Argument
En un llogaret hutsul dels Carpats ucraïnesos, les famílies d'Ivan, humil, i Maritxka, adinerada, es professen una forta enemistat que se segella quan el pare de Maritxka mata al d'Ivan en sortir de l'església. Tanmateix els nens creixen junts i planegen casar-se. Ivan marxa per treballar en diferents oficis i estalviar per al matrimoni però en la seva absència, Maritxka rellisca tractant de rescatar un xai perdut, cau al riu i s'ofega. De retorn, Ivan troba el seu cos inert i, desfet, l'enterra en la muntanya.
Després d'un període de duel solitari ocupat en el treball, Ivan és seduït per la jove Palagna mentre ferra un cavall. Es casen d'acord amb la tradició hutsul i s'ocupen de les labors del camp, però la seva relació es deteriora aviat a causa de l'obsessió d'Ivan amb el record de Maritxka. L'actitud distant d'Ivan empeny Palagna a la fetilleria a la recerca de quedar encinta, al mateix temps que el seu marit comença a experimentar visions. Palagna entaula relació amb Iura, un bruixot temut pels vilatans que invoca i espanta la tempesta.
A la taverna del poble, els vilatans beuen i canten. Iura beu, sorrut. Quan arriben Ivan i Palagna, s'acosta al bruixot quan Ivan s'uneix als que canten. Un amic d'Ivan tracta de separar-los i és colpejat per Iura. Ivan veu a la seva dona abraçada a aquest i agafa una destral. Iura empunya una altra i li dona un cop al cap. Trontollant, Ivan surt cap a la muntanya, deixant la dona amb el bruixot, i troba Maritxka reflectida en l'aigua del riu i girant entre els arbres. Maritxka estén la mà cap a Ivan, i en agafar-la crida i tot gira. Els vilatans duen a terme el funeral d'Ivan, ballen i fumen. Un vilatà recorda que Ivan volia que l'enterressin amb la roba blanca que usava de petit mentre els nens miren a través de finestres entrellaçades.

## Temes
La pel·lícula és altament simbòlica, fa un ús freqüent d'imatges religioses i folklòriques que inclouen creus, xais, fosses i esperits. També utilitza el color per representar l'estat d'ànim. Durant el període de dol de l'Ivan, s'utilitza una pel·lícula en blanc i negre. En altres escenes, els colors sovint són apagats, però amb tocs de contrast a través de l'ús del vermell i groc vius. En el seu llançament, la presentació de la pel·lícula, en l'estil poètic ucraïnès, contrastava amb l'estil comú del realisme socialista que tenia l'aprovació del govern. Després de negar-se a canviar la pel·lícula, Parajanov va entrar aviat en la llista negra del cinema soviètic.

## Repartiment
- Ivan Mykolaitxuk - Ivan
- Larissa Kàdotxnikova - Maritxka
- Tatiana Bestàieva - Palagna
- Spartak Bagashvili - Yurkó
- Mykola Hrynkó - Batag
- Leonid Iengibàrov - Miko
- Nina Alíssova - Paliytxuk

## Estrena i premis
La pel·lícula fou rodada en part als Carpats ucraïnesos i en part als Estudis Dovjenko. Va començar una gira internacional de festivals de cinema a la primavera del 1965. L'estrena de Tini zabútikh prèdkiv a Kíiv el 4 de setembre de 1965 va ser el detonant d'una protesta política (en contra de les polítiques repressives del règim sobre la llibertat de creació) on molts dissidents van participar. La pel·lícula va ser vista per 8,5 milions d'espectadors a la URSS.
El 1965 va rebre el Gran Premi al Festival Internacional de Cinema de Mar del Plata (1965). Tot i que la famosa Enciclopèdia del Cinema d'Ephraim Katz indica que Tini zabútikh prèdkiv va rebre el premi BAFTA de l'Acadèmia Britànica com a "millor producció estrangera", de fet el més probable era que guanyès al Festival de Cinema de Londres quan es va estrenar el 1966, ja que el premi BAFTA a millor producció estrangera no existia en aquella època.